# Haua Fteah

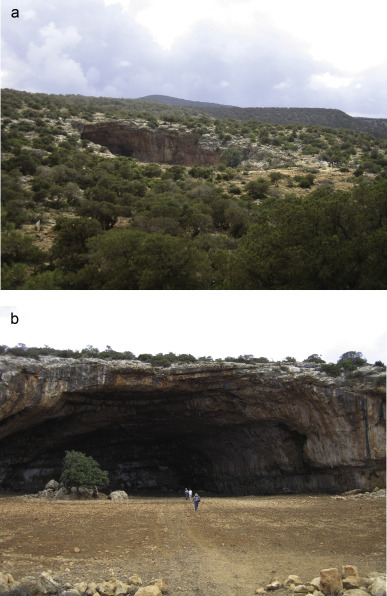
Blick auf Haua Fteah

Haua Fteah (auch: Hawa Ftaih, berberisch „Große Höhle“; arabisch هوا فطيح, DMG Hawā Faṭīḥ) ist eine archäologische und paläoanthropologische Fundstätte unweit der Mittelmeerküste von Libyen, östlich der Großen Syrte. Aus dem Boden des weiträumigen, halbkreisförmigen Abris wurden Anfang der 1950er-Jahre u. a. Steinwerkzeuge und die Überreste von zwei Individuen der Gattung Homo geborgen, die heute zumeist dem frühen anatomisch modernen Menschen (Homo sapiens) zugeschrieben werden. Die Fundstätte befindet sich seit dem Jahr 2020 auf der libyschen Vorschlagsliste von Kulturgütern, für die eine Anerkennung als UNESCO-Welterbe angestrebt wird.

## Beschreibung der Höhle und Datierung der Fundschichten
Die Höhle befindet sich am Nordhang des Gebel el-Akhdar („Grüner Berg“) in der Kyrenaika, rund einen Kilometer entfernt vom heutigen Küstensaum des Mittelmeers. Sie entstand infolge von Auswaschungen aus Kalkgestein in einer Epoche, als der Meeresspiegel bis zur heutigen Höhle reichte. Die Öffnung der Höhle ist rund 50 Meter breit und bis zu 20 Meter hoch, das Innere der Höhle hat einen Durchmesser von rund 70 Metern.
Erstmals wissenschaftlich erkundet wurde die Höhle im Jahr 1948 während geologischer Vermessungsarbeiten durch den US-amerikanischen Archäologen Charles McBurney (1914–1979). In den Jahren 1951, 1952 und 1955 leitete er drei Grabungskampagnen, in deren Verlauf er 14 Meter tief reichende Sedimente freilegte. Danach fanden erst 2007 und 2008 erneute Grabungen statt, geleitet von Graeme Barker (University of Cambridge). Zugleich wurden von seinem Team moderne Verfahren zur Datierung der von McBurney beschriebenen Fundschichten eingesetzt. Einer 2014 veröffentlichten Studie zufolge sind die ältesten Schichten rund 80.000 Jahre alt; die jüngsten Belege für eine Nutzung der Höhle noch in der Jungsteinzeit sind rund 6000 Jahre alt und stammen folglich aus einer Epoche, in der es in der Region zur Ausbreitung von Wüsten kam. Aufgrund dieser langen, mehrfach unterbrochenen Nutzungsdauer der Höhle durch den Menschen und die damit verbundene Möglichkeit, zum Beispiel die Veränderung von Steinwerkzeugen über mehrere zehntausend Jahre hinweg zu verfolgen, gilt die Höhle als eine der bedeutendsten archäologischen Fundstätten Nordafrikas.

## Fossilienfunde
Im Verlauf der Ausgrabungen wurden 1952 und 1955 die gleich alten homininen Fossilien Haua Fteah I und Haua Fteah II entdeckt. Im Jahr 2014 wurde ihnen ein Alter von rund 73.000 bis 65.000 Jahren zugeschrieben.
Beim Fossil Haua Fteah I blieb der linke Unterkiefer vom hinten liegenden Unterkieferast (Ramus mandibulae) bis zu den Molaren M3 und M2 und dem Prämolar P4 erhalten. Vom Bau der Zähne wurde abgeleitet, dass sie vermutlich zu einer jungen Frau im Alter von 18 bis 25 Jahren gehörten. Beim Fossil Haua Fteah II blieb ebenfalls der linke, weibliche Unterkiefer einschließlich Teilen des Unterkieferasts sowie des Zahnfachs von Molar M2 erhalten. In einer Röntgenaufnahme wurde sichtbar, dass der hintere Molar M3 im Knochen verborgen liegt. Daraus wurde geschlossen, dass der Fund vermutlich von einer 12 bis 14 Jahre alten Jugendlichen stammt. Verwahrort beider Fossilien ist das University Museum of Anthropology and Archaeology in Cambridge (Vereinigtes Königreich).
Mehrere tausend identifizierte Tierfossilien aus der Höhle gaben nicht nur Aufschluss über die Tierwelt in den Epochen der Besiedelung durch Menschen, sondern ließen u. a. auch Rückschlüsse auf das Klima zu, das während der einzelnen Siedlungsepochen herrschte. Durchlöcherte Gehäuse von landlebenden Schnecken wurden ferner als Beleg dafür interpretiert, dass die Bewohner in unterschiedlichen Epochen Schnecken verzehrt haben.

## Belege
1. 1 2   Eintrag Haua Fteah (I, II) in: Bernard Wood (Hrsg.): Wiley-Blackwell Encyclopedia of Human Evolution. Wiley-Blackwell, 2011, ISBN 978-1-4051-5510-6.
2. ↑  Libysche Tentative List. Auf: worldheritagesite.org, zuletzt abgerufen am 17. März 2022.
3. 1 2 3   Katerina Douka et al.: The chronostratigraphy of the Haua Fteah cave (Cyrenaica, northeast Libya). In: Journal of Human Evolution. Band 66, 2014, S. 39–63, doi:10.1016/j.jhevol.2013.10.001.
4. ↑  Graeme Barker: Haua Fteah Cave. In: Claire Smith (Hrsg.): Encyclopedia of Global Archaeology. Springer, New York 2014, doi:10.1007/978-1-4419-0465-2_553.
5. 1 2  The Cyrenaica prehistory project, Libya. Auf: arch.cam.ac.uk, zuletzt abgerufen am 17. März 2022.
6. ↑  Colin Campbell Moyer: The Organisation of Lithic Technology in the Middle and Early Upper Palaeolithic Industries at the Haua Fteah, Libya. Dissertation. Corpus Christi College, Cambridge, UK, 2003, Volltext (PDF).
7. ↑  Charles McBurney et al.: A Fossil Human Mandible from a Levalloiso–Mousterian Horizon in Cyrenaica. In: Nature. Band 172, 1953, S. 889–891, doi:10.1038/172889a0.
8. ↑  Richard G. Klein und Katharine Scott: Re-analysis of faunal assemblages from the Haua Fteah and other late quaternary archaeological sites in Cyrenaican Libya. In: Journal of Archaeological Science. Band 13, Nr. 6, 1986, S. 515–542, doi:10.1016/0305-4403(86)90038-5, Volltext (PDF).
9. ↑   Evan A. Hill et al.: Land gastropod piercing during the Late Pleistocene and Early Holocene in the Haua Fteah, Libya. In: Journal of Archaeological Science: Reports. Band 4, 2015, S. 320–325, doi:10.1016/j.jasrep.2015.09.003.

Koordinaten: 32° 53′ 59″ N, 22° 3′ 5″ O